# Cormier Range
Cormier Range är ett berg i Kanada.   Det ligger i provinsen British Columbia, i den centrala delen av landet, 3 600 km väster om huvudstaden Ottawa. Toppen på Cormier Range är 1 593 meter över havet, eller 29 meter över den omgivande terrängen. Bredden vid basen är 0,40 km.
Terrängen runt Cormier Range är bergig åt sydost, men åt nordväst är den kuperad. Trakten runt Cormier Range är nära nog obefolkad, med mindre än två invånare per kvadratkilometer.. Det finns inga samhällen i närheten. 
I omgivningarna runt Cormier Range växer i huvudsak barrskog.